# Rotrou de Nogent
Pour les articles homonymes, voir Nogent.
Né au Xe siècle, descendant issu d'une branche mineure de nobles, Rotrou Ier de Nogent figure pour la première fois dans l'illustre famille de Rotrou en qualité de 1er comte du Perche.  Toutefois, il fut probablement connu comme comte de Corbon qui comprenait la plupart du Perche.

## Biographie
En 960, une guerre opposa Thibaud Ier « le Tricheur », comte de Blois et Chartres, à Richard Ier, duc de Normandie. L'un des chefs militaires de Thibaut, Rotrou, s'empare de Sées, tandis que son suzerain prend Évreux et assiège Rouen. Pour retourner la situation, Richard appela à la rescousse des vikings, qui pillèrent le Perche et le Chartrain,. Les comtes du Maine et d'Anjou, aussi alliés avec Thibault, se dirigent vers Passais dans ce conflit. Richard de Normandie est allié avec Yves de Creil (seigneurs de Bellême, d'Alençon et de Domfront; frère de Sigefroi, évêque du Mans).
Après la guerre, Thibaut constitua un fief autour de Nogent, La Ferrière, Montigny, Morvilliers (?), Rivray et Montlandon qu'il confia à Rotrou.
Vers 980, Rotrou bâtit des fortifications à Nogent-le-Châtel en proximité de la rive gauche de la riviêre Huisne, le toponyme Nogent-le-Châtel devenant Nogent-le-Rotrou au XIIe siècle.
Il meurt après 996 et transmet son titre à son petit-fils Geoffroy Ier du Perche.

## Sources
- France Balade : comtes du Perche.
- Francis Nugent Dixon / site web nugent.fr (2014). « A Promise of Glory: The Origins of the De Nogent Family and their Nugent Descendants from 0940 to Today ». 219 pages.
- Yves Sassier, Hugues Capet : Naissance d'une dynastie, Fayard, coll. « Biographies historiques », 14 janvier 1987, 364 p. (ISBN 978-2-213-67002-7, lire en ligne).
- Christian Settipani, « Les vicomtes de Châteaudun et leurs alliés », dans Onomastique et Parenté dans l'Occident médiéval, Oxford, Linacre College, Unit for Prosopographical Research, coll. « Prosopographica et Genealogica / 3 », 2000, 310 p. (ISBN 1-900934-01-9), p. 247-261.